# Alain-Gérard Slama
Pour les articles homonymes, voir Slama.
Alain-Gérard Slama, né le 25 février 1942 à Tunis, est un essayiste, journaliste et historien français.

## Biographie

### Jeunesse et études
Alain-Gérard Slama est lauréat du concours général en version latine (1958). Ancien élève du lycée Carnot de Tunis, il est reçu à l'École normale supérieure de la rue d'Ulm (promotion L1962) et est licencié en histoire. Il est diplômé de l'Institut d'études politiques de Paris (section Service public, promotion 1966). Il est agrégé de lettres classiques.
Veuf de Catherine Royer-Slama (disparue en 2003),, il est père de deux fils, Mathieu et Paul Slama.

### Parcours professionnel
Alain-Gérard Slama a enseigné l'histoire culturelle à l'IEP de Paris.

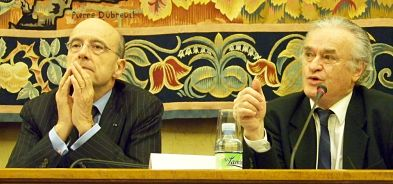
Alain-Gérard Slama (à droite, aux côtés d'Alain Juppé), lors du colloque de Réforme et Modernité, le 4 mars 2009.

Il est président de la Fondation de l'École normale supérieure, vice-président du groupe des personnalités qualifiées au Conseil économique, social et environnemental, membre du Conseil d'analyse de la société auprès du Premier ministre, membre du Comité consultatif national d'éthique, membre de la Commission nationale consultative des droits de l'homme, membre du conseil scientifique de la Fondation pour l'innovation politique, membre du jury du prix Alexis-de-Tocqueville. Il a aussi été membre du Rassemblement pour la République et du conseil d'orientation de l'Institut Montaigne.
Il a participé au colloque du Club de l'horloge sur le thème « Socialisme et fascisme : une même famille ? »,. Il avait été auparavant un contributeur important à la revue Contrepoint dans les années 1970, avec le poste de rédacteur-en-chef dès 1974.
Il fut membre actif de l'Association « Annie Kriegel », présidée par Emmanuel Le Roy Ladurie.
Il est candidat au fauteuil de Pierre-Jean Rémy (no 40) à l'Académie française, le 24 janvier 2013, mais l'élection est déclarée blanche après quatre tours de scrutin (au dernier tour, 12 voix pour Sylvie Germain, 5 pour lui et 11 bulletins marqués d'une croix).

### Interventions médiatiques
Il est éditorialiste et membre du comité éditorial du journal Le Figaro, chroniqueur aux revues périodiques Le Point et Le Figaro Magazine et à la radio France Culture.
Il collabore également aux revues littéraires suivantes : Vingtième siècle, L'Histoire, Politique internationale, Droits, Pouvoirs et Le Débat.
Il a participé régulièrement aux Matins de France-Culture, depuis la création de l'émission en septembre 2002, dont il est le « chroniqueur à la voix de crécelle » selon Pierre Assouline. Il est également « polémiste » dans l'émission radiophonique On refait le monde sur RTL.

### Parcours professoral
Jusqu'en 1998, Alain-Gérard Slama a été le titulaire de la direction d'études de culture générale à Sciences Po (IEP de Paris). Jusqu'en 2007, il y a été professeur d'histoire des idées politiques et il y est toujours maître de conférences en droit et en littérature.
Il a été par ailleurs directeur d'études au Collège interarmées de défense (École de guerre) de 1993 à 1996.
Alain-Gérard Slama a été visiting fellow (visiteur) du St. Antony's college de l'université d'Oxford et du Center for European Studies de l'université Harvard.

## Polémiques et controverses
Le 12 février 2002, Alain-Gérard Slama a été entarté. Il raconte l'épisode dans ses Chroniques des peurs ordinaires : Journal de l'année 2002 : « 17 h 30. Cet après-midi, au sortir rue de Rennes d'un débat organisé par la FNAC-Montparnasse à l'initiative de L'Histoire, j'ai été, comme on dit, « entarté ». Je n'ai pas eu le temps de voir mon agresseur. Ce que je sais, c'est que c'est sale, violent et humiliant. Le plus pénible est la mine moqueuse de certains passants, dont une jeune femme qui paraissait enchantée. »
Alain-Gérard Slama fait partie des personnalités médiatiques critiquées par Serge Halimi dans son pamphlet Les Nouveaux Chiens de garde (1997).

## Prises de position

### Opinions politiques
- Si vous ne connaissez pas le sujet, laissez ce bandeau (vous pouvez alors contacter les auteurs).
- Si vous supprimez le contenu mis en cause (vous pouvez préalablement contacter les auteurs),

argumentez précisément cette suppression dans la page de discussion
(un manque de référence n'est pas un argument ; une recherche réelle de référence doit avoir été effectuée, être formellement documentée).
Sa pensée, d'inspiration « gaullo-libérale », est tout entière consacrée à refonder les bases d'une synthèse entre l'autorité de l'État et ce qu'il appelle « le primat de la liberté ».
Cette synthèse, il en cherche les clés dans les principes des Lumières, dans les concepts forgés par les libéraux du XIXe et du XXe siècle et dans la « séparation des ordres » laïque et républicaine. Depuis les origines de la revue Contrepoint, de mouvance aronienne, qui a été l'ancêtre de la revue Commentaire, et dont il a été, au côté de Georges Liébert, un des fondateurs dans les années 1970, ses essais, ses articles de presse et ses chroniques quotidiennes sur France Culture n'ont cessé de pourfendre les idéologies de la prévention, de la transparence, de l'exclusion et de l'identité. Ces idéologies sont à ses yeux les principaux marqueurs de l'aspiration à un « totalitarisme non fasciste », qui demeure la tentation, sans cesse renaissante, de la culture politique française, et dont le point culminant a été la Révolution nationale du régime de Vichy.

### Discrimination positive
Il est opposé à la discrimination positive mise en place à l'IEP de Paris via les Conventions éducation prioritaire par Richard Descoings.

## Publications
- Les chasseurs d'absolu : genèse de la gauche et de la droite, éd. Grasset, 1980  (ISBN 978-2-246-25201-6), rééd. Hachette, coll. « Pluriel » (no 8717), 1994  (ISBN 978-2-01-278717-9).
- « Charles Maurras et la Révolution nationale (1940-1942) », Études maurrassiennes, Aix-en-Provence, vol. 4,‎ 1980, p. 291-300
- Les Dossiers du Figaro, éd. Jean-Claude Lattès, 1986.
- L'angélisme exterminateur : essai sur l'ordre moral contemporain, éd. Grasset, janvier 1993  (ISBN 978-2-246-38841-8), rééd. Hachette, coll. « Pluriel » (no 8734), 1995  (ISBN 978-2-01-278734-6).
- La régression démocratique, éd. Fayard, 1995  (ISBN 978-2-213-59573-3), réed. Perrin, coll. « Tempus » (no 11), mars 2002  (ISBN 978-2-262-01867-2).
- La guerre d'Algérie : histoire d'une déchirure, éd. Gallimard, coll. « Découvertes Gallimard / Histoire » (no 301), 1996  (ISBN 978-2-07-053360-2).
- Chroniques des peurs ordinaires : journal de l'année 2002, éd. Seuil, coll. « Journal du nouveau siècle », février 2003  (ISBN 978-2-02-054889-2).
- Le siècle de monsieur Pétain : essai sur la passion identitaire, éd. Perrin, octobre 2005  (ISBN 978-2-262-01904-4).
- Cinq ans de purgatoire : chroniques de France Culture, éd. Perrin, septembre 2007  (ISBN 978-2-262-01905-1).
- La société d’indifférence, éd Plon, coll. « Tribune libre », mars 2009  (ISBN 978-2-259-20785-0) - prix Jean-Zay 2009.
- Les écrivains qui ont fait la République , éd. Plon, octobre 2012  (ISBN 978-2-259-21220-5).

## Distinctions
- Chevalier de la Légion d'honneur
- Officier de l'ordre national du Mérite